# Toxorhina basalis
Toxorhina basalis là một loài ruồi trong họ Limoniidae. Chúng phân bố ở miền Australasia.